# LZ-201 (Spanje)
De LZ-201 is een verkeersweg op het Spaanse eiland Lanzarote. De weg maakt een grote lus. Het traject loopt vanuit de plaats Arrieta aan de oostkust naar het noorden tot de plaats Yé en dan terug naar het zuiden via Mágues naar het dorp Haría.
Bij Yé kan via de LZ-203 naar het uitzichtspunt Mirador del Río worden afgeslagen.